# 魔蹤傳奇
《魔踪传奇》（英語：Traces）是瑞士和台湾合作制作的动画，由行政院新闻局补助指导，拿台湾原住民文化当题材，也表达环境保护观念。在KidsCo播出。2010年6月16日在公视播出，之後在台視綜合台播出。由台湾冉色斯创意影像和瑞士导演恩戈勒（Robi Engler）合作推出，是1部以时光旅行的探索多元文化与奇幻世界的故事，片中凸显台湾早期的多元文化历史。 
2018年3月24日，本節目原訂於當日的台視綜合台下午5:30播映，但內部宣傳發生不明原因突然更改為快樂星貓節目，官網資訊直至2019年12月7日前也未予以更改。

## 劇情概要
基本上除了特殊情境與天氣不同之外，每一集基本上的劇情流程如下：
天亮後，住在大樹上的貓歐妮從樹上下來，快速跑過修建道路的工地與考古現場→早上8點住在貓山小鎮上男主角的父親阿諾發現了一塊考古遺物，然後本劇男主角東東和女主角凱莉因為好奇就要來把玩→此時有一隻烏鴉忽然叼走了碎片，並且飛入了考古現場附近的洞穴中，然後歐妮也跟著追進去→接著東東和凱莉也跟者進去，可是在最深處於不明原因之下兩人在頭暈眼花的情形中跨越時空來到17世紀的台灣。
兩人在洞穴中清醒之後，發現地上的腳印忽然從動物變成人類，便在疑惑下走出洞穴在荒野中漫步→此時有幾名村民發現然後把兩人視為外敵且要排除的時候有一名神秘的女性（歐娜）出面解圍，然後帶領兩人來到附近的村莊中受到招待→但是在此時有一名黑衣男子（三眼寇布）正在隱密處覬覦著，然後暗自準備自己的破壞計畫→隔天村莊內發生大事，有東西入侵或者被不明物體給破壞過，然後三眼寇布的手下則忽然出現阻撓主角他們，在歐娜單打獨鬥但陷入窮途末路的情況下主角兩人急中生智，利用計謀來阻止了三眼寇布的計畫→三眼寇布撤退，高興的村民們就送他們贈禮。
在獲得了村民們的贈禮之後，於發出的一道光芒下兩人忽然回到了現在，清醒了之後再次走出洞穴時已經是黃昏時刻，手上拿的考古遺物（贈禮）也確實存在→東東和凱莉跟家人重逢之後歐妮又再度循著原路跑回考古現場與道路工地附近與故事開始時一樣的樹上，於最後的夕陽餘暉中故事結束。

## 登場人物
東東
配音：林美秀（華語版）／Sarah Zittrer（英語版）
男主角，考古學家阿諾的兒子。自幼失去母親，現與父親住在安娜開設的小旅館旁。
凱莉
配音：謝佼娟（華語版）／Sarah Zittrer（英語版）
女主角，當地小旅館的老闆安娜的女兒。
歐娜
配音：陳季霞（華語版）／Terri Pebsworth（英語版）
協助東東與凱莉的神秘女性，真實身分是凱莉養的貓歐妮的化身，穿著雲豹圖案的土色原住民服裝。
固定台詞為：「我好像在哪裡就已經見過你們了。」
三眼寇布（英語：Corbu）
配音：李香生（華語版）／Thomas J. Brink（英語版）
反派人物，特徵是左眼下方的紅色眼睛、穿著17世紀黑色荷蘭軍人服裝的矮個子。為管理當地部落的總督，真實身分是烏鴉的化身。
固定台詞為：「總有一天，我一定會剝了你的皮的！」

## 動畫資料

### 格式
- 觀眾群：6至10歲
- 每集長度：24分鐘
- 規格：HD 1920×1080Dpi
- 語言：華語和英語版。

### 華語版配音
- 華語配音指導：康殿宏
- 華語配音

東東／林美秀
凱莉／謝佼娟
歐娜／陳季霞
寇布／李香生
阿諾／孫德成
安娜 & 麗緹／李直平
丹尼／康殿宏
長老 & 頭目／孫中台
頭目／陳宗岳
勇士／何志威
- 華語參考音：陳怡臻
- 華語錄音：劉更始
- 華語錄音室：浦飛數位影音科技有限公司

### 英語版配音
- 英語配音指導：Roger Worrod
- 英語配音

Anne Wilde
Roger Worrad
Toni & Carla/Sarah Zittrer
Dani & Corbu/Thomas J. Brink
Arno & Chief/Brain Kroll
Ana, Lydi & Ona/Terri Pebsworth
- 英語錄音／混音與音效：Studio Maunoir　Geneva Switzerland、Thierry Fervant、Snoopy Chris Penycate

### 工作人員
- 導演：羅比·安格勒
- 共同導演：蘇俊旭
- 製片：姚孟超
- 共同製片：羅比·安格勒
- 執行製片：吳慶璋
- 編劇：羅比·安格勒
- 共同編劇：邱若龍、蘇俊旭、謝一帆、黃心平、Marie-Christophe Arn
- 英語對白顧問：Roger Worrod
- 原住民文化與傳說顧問：邱若龍
- 原創音樂：Thierry Fervant
- 插曲：豬頭皮音樂
- 美術設計：劉銘傳、龍建勳、姚曉涵、張伯年
- 動態腳本：黃心平、謝一帆
- 分鏡：龍建勳、邱若山、姜春茂、張小華、姚曉涵、蔣富翔、Ionel Luca
- 3D模型：賴宗佑、吳慶璋、蘇慧玲、周信辰、劉珮琪、陳宗陽、盧韋勳
- 動畫師：蔡泓泊、施輝達、王慈儀、陳建廷、史銘凱、陳閎彥、王家騏、戴世偉、鐘德平
- 燈光／算圖／合成／特效：劉珮琪、蘇慧玲、周信辰、黃麗憬、江欣芹、洪欣琪、邱子宸
- 剪接：謝一帆、黃心平
- 行政祕書：林孟榆、許琇媚
- 電腦工程師：周平
- 網路算圖程式：田啟平
- 翻譯：陳欣嵐、黃心平、謝佩琪、陳虹君、廖淑如
- 行銷顧問：周昭安
- 感謝：Marie-Luz Drouet、John Howe、林幸娟、Frédéric Merlos、Michel Mouthuy、Igor Paratte、Isabelle Python、Steff Rudaz、Jean-Pierre Trombetta、Nicolas Wintz
- 幫助：台灣行政院新聞局製播優質高畫質電視節目補助、Swiss Federal Office of Culture、Department of cinema、Succes Cinéma
- 冉色斯創意影像有限公司　台灣、Animagination LTD.　瑞士
- ©2010 版權所有

### 主題曲
- 《魔蹤傳奇》

原創作曲：Thierry Fervant
原創英語歌詞：羅比·安格勒
英語演唱：Jennifer Harstad
華語歌詞：王中言
華語演唱：林凡
- 中文片尾曲《蝴蝶效應》

製作人：Jim Lee
編曲：劉志遠
作曲：Lisa Hsieh
歌詞：葛大爲
演唱：林凡

### 內容分集
| 集數 | 標題               | 考古遺物／村民的贈禮 |
| ---- | ------------------ | -------------------- |
| 1    | 《換鹽記》         | 鹽罐                 |
| 2    | 《土石流》         | 硫磺石               |
| 3    | 《黑暗山脈》       | 玉珮                 |
| 4    | 《木塞》           | 籐籃                 |
| 5    | 《跟水賽跑的勇士》 | 旗標                 |
| 6    | 《探金記》         | 黃金首飾             |
| 7    | 《占卜鳥》         | 羽毛                 |
| 8    | 《黃金地瓜》       | 地瓜                 |
| 9    | 《獵熊人》         | 熊爪項鍊             |
| 10   | 《三眼總督》       | 木刻四眼大王雕像     |
| 11   | 《白鹿傳奇》       | 木杵                 |
| 12   | 《小黑人》         | 天氣控制石板         |
| 13   | 《月亮的眼淚》     | 琉璃珠               |

## 播映電視台
| 公视 星期一至五 17:00－17:30 節目          | 公视 星期一至五 17:00－17:30 節目  | 公视 星期一至五 17:00－17:30 節目 |
| ------------------------------------------ | ---------------------------------- | --------------------------------- |
|                                            | 魔蹤傳奇 （2010年6月16日－7月2日） |                                   |
| 姆姆抱抱 (1700-1715)奈奈與小希 (1715-1730) | 親子電影院                         |                                   |

| 公視HD台 星期一至五 18:30－19:00 節目 | 公視HD台 星期一至五 18:30－19:00 節目 | 公視HD台 星期一至五 18:30－19:00 節目 |
| ------------------------------------- | ------------------------------------- | ------------------------------------- |
|                                       | 魔蹤傳奇 （2011年11月16日－11月28日） |                                       |
| POPA家族                              | 小貓巴克里                            |                                       |

## 外部連結
- 台視官方網站 （页面存档备份，存于）